# 2020-as német labdarúgókupa-döntő
A 2020-as német labdarúgókupa-döntő a 77. volt a DFB-Pokal, azaz a német labdarúgókupa történetében. A mérkőzést 2020. július 4-én rendezték a berlini Olimpiai Stadionban. A kupadöntő eredeti időpontja 2020. május 23-a lett volna, azonban a koronavírus járvány miatt a Német labdarúgó-szövetség április 24-én elhalasztotta a döntőt. A DFB 2020. május 11-én jóváhagyta a versenysorozat újraindítását, amelynek július 4-ig tervezték befejezését, a politikai irányítás jóváhagyása és a legszigorúbb higiéniai koncepció alkalmazása mellett. A találkozót zárt kapuk mögött rendezték, a halasztás miatt pedig az 1974-es döntő óta ez volt az első, amelyet júniusban rendeztek meg.
A mérkőzés két résztvevője a 2009 után először kupadöntőbe jutó Bayer Leverkusen és a címvédő, sorozatban harmadszor döntős Bayern München volt.
A találkozót 4–2 arányban a 20. kupagyőzelmét szerző Bayern München szerezte meg.

A bajor csapat története során 13. alkalommal duplázott az idényben, így a 2020-as német Szuperkupa-döntőben a bajnoki második Dortmund ellen lép pályára, míg az Európa-liga indulás így a bajnoki 6. Hoffenheim és 7. VfL Wolfsburg kapta meg, miután mindkét résztvevő korábban bajnoki heklyezéséável kvalifikált a következő évi nemzetközi kupaszereplésre.

## A csapatok
| Csapat           | Az ezt megelőző döntős szereplések évszámai, félkövérrel szedve a győztes évek                                                                |
| ---------------- | --- |
| Bayer Leverkusen | 3 (1993, 2002, 2009) |
| Bayern München   | 22 (1957, 1966, 1967, 1969, 1971, 1982, 1984, 1985, 1986, 1998, 1999, 2000, 2003, 2005, 2006, 2008, 2010, 2012, 2013, 2014, 2016, 2018, 2019) |

## Út a döntőig
| Bayer Leverkusen      | Bayer Leverkusen | Forduló                          | Bayern München          | Bayern München |
| --------------------- | ---------------- | -------------------------------- | ----------------------- | -------------- |
| Ellenfél              | Végeredmény      | 2019–2020-as német labdarúgókupa | Ellenfél                | Végeredmény    |
| Alemannia Aachen (V)  | 4–1              | 1. forduló                       | Energie Cottbus (V)     | 3–1            |
| SC Paderborn (H)      | 1–0              | 2. forduló                       | VfL Bochum (V)          | 2–1            |
| VfB Stuttgart (H)     | 2–1              | A nyolc közé jutásért            | 1899 Hoffenheim (H)     | 4–3            |
| Union Berlin (H)      | 3–1              | Negyeddöntő                      | Schalke 04 (A)          | 1–0            |
| 1. FC Saarbrücken (A) | 3–0              | Elődöntő                         | Eintracht Frankfurt (H) | 2–1            |

## A mérkőzés
| 2020. július 4. 20:00 (CEST) |

| Bayer Leverkusen             | 2–4               | Bayern München                            |
| ---------------------------- | ----------------- | ----------------------------------------- |
| 64' Bender 95' (bün) Havertz | (0–2) Jegyzőkönyv | 16' Alaba 24' Gnabry 59'* 89' Lewandowski |

| Olimpiai Stadion, Berlin Játékvezető: Tobias Welz |

| Bayer Leverkusen | Bayern München |

| GK          | 1  | Lukáš Hrádecký        |     |     |
| RB          | 8  | Lars Bender (c)       |     | 82' |
| CB          | 5  | Sven Bender           |     |     |
| CB          | 12 | Edmond Tapsoba        |     |     |
| LB          | 18 | Wendell               | 28' |     |
| CM          | 20 | Charles Aránguiz      |     |     |
| CM          | 15 | Julian Baumgartlinger |     | 46' |
| RW          | 19 | Moussa Diaby          |     |     |
| AM          | 11 | Nadiem Amiri          |     | 46' |
| LW          | 9  | Leon Bailey           |     | 76' |
| CF          | 29 | Kai Havertz           |     |     |
| Cserék:     |    |                       |     |     |
| GK          | 28 | Ramazan Özcan         |     |     |
| DF          | 4  | Jonathan Tah          |     |     |
| DF          | 6  | Aleksandar Dragović   |     |     |
| DF          | 23 | Mitchell Weiser       |     | 82' |
| MF          | 10 | Kerem Demirbay        |     | 46' |
| MF          | 27 | Florian Wirtz         |     |     |
| MF          | 38 | Karim Bellarabi       |     | 76' |
| FW          | 13 | Lucas Alario          |     |     |
| FW          | 31 | Kevin Volland         |     | 46' |
| Vezetőedző: |    |                       |     |     |
| Peter Bosz  |    |                       |     |     |

| GK                | 1  | Manuel Neuer (c)   |     |     |
| RB                | 5  | Benjamin Pavard    |     |     |
| CB                | 17 | Jérôme Boateng     |     | 69' |
| CB                | 27 | David Alaba        |     |     |
| LB                | 19 | Alphonso Davies    |     |     |
| CM                | 32 | Joshua Kimmich     |     |     |
| CM                | 18 | Leon Goretzka      |     |     |
| RW                | 22 | Serge Gnabry       |     | 87' |
| AM                | 25 | Thomas Müller      |     | 87' |
| LW                | 29 | Kingsley Coman     |     | 64' |
| CF                | 9  | Robert Lewandowski | 67' |     |
| Cserék:           |    |                    |     |     |
| GK                | 26 | Sven Ulreich       |     |     |
| DF                | 2  | Álvaro Odriozola   |     |     |
| DF                | 4  | Niklas Süle        |     |     |
| DF                | 21 | Lucas Hernández    |     | 69' |
| MF                | 6  | Thiago             |     | 87' |
| MF                | 10 | Philippe Coutinho  |     | 87' |
| MF                | 11 | Mickaël Cuisance   |     |     |
| FW                | 14 | Ivan Perišić       |     | 64' |
| FW                | 35 | Joshua Zirkzee     |     |     |
| Vezetőedző:       |    |                    |     |     |
| Hans-Dieter Flick |    |                    |     |     |

| A mérkőzés legjobb játékosa: Robert Lewandowski (Bayern München) Asszisztensek: Rafael Foltyn Martin Thomsen Negyedik játékvezető: Patrick Ittrich Videóbíró: Felix Zwayer Videóbíró asszisztense: Marco Achmüller (Bad Füssing) | Szabályok - 90 perc játékidő. - Döntetlen esetén 30 perc hosszabbítás. - Ezt követően büntetőrúgások következnek, ha továbbra sincs döntés. - Kielnc nevezhető cserejátékos. - Maximum öt cserelehetőség, hosszabbítás esetén hat. |